# 道の駅山中温泉 ゆけむり健康村
道の駅山中温泉 ゆけむり健康村（みちのえき やまなかおんせん ゆけむりけんこうむら）は、石川県加賀市山中温泉こおろぎ町にある国道364号の道の駅である。
複合温浴施設「山中温泉ゆけむり健康村」を構成する施設であるが、これらの施設は2023年（令和5年）4月1日から休業している。

## 概要
道の駅はゆーゆー館（スイミングプール、健康湯、家族湯、ファミリールーム等）、すこやかホール、テニスコートとともに「山中温泉ゆけむり健康村」を構成している。
1990年（平成2年）12月27日、温泉施設「ゆーゆー館」が開業。その後山中町が「ゆーゆー館」周辺を整備し、駐車場などを備えた施設として2005年（平成17年）3月31日に開業した。
しかし、近隣での類似施設の増加やレジャーの多様化などによる利用者の減少に加えて、施設の老朽化やコロナ禍の影響もあり、営業赤字が拡大して加賀市の年間の維持負担額は約1億円となっていた。そのため複合温浴施設「山中温泉ゆけむり健康村」は2023年（令和5年）4月1日から休業となった。
2023年8月、施設活用の公募型プロポーザルで交渉権者となったリナシェンテ（金沢市）が再生企画提案書を公表した。この再生企画提案書によると温水プールやテニスコートなどを廃止する一方、温浴施設や道の駅の機能は存続し、グランピング施設を新設することとしている。

## 施設
- 駐車場
  - 普通車：114台[3]
  - 大型車：4台[3]
  - 身障者用：3台[3]
- トイレ
  - 男：大 14器（1器）、小 16器（2器）
  - 女：18器（2器）
  - 身障者用：3器（1器）

※（）内は、24時間利用可能
- 駅舎「今はやまなか」（物産館、9:00 - 18:00）[3]
- ゆーゆー館（10:00 - 22:00）[3]
  - 温水プール（10:00 - 21:00）
  - FITNESS YOU（フィットネスジム、平日 10:00 - 21:00・日曜日および祝日 10:00 - 18:00）
- すこやかホール（9:00 - 21:30）
- テニスコート（9:00 - 21:30）

### 管理団体
- 設置者：加賀市

### 車両展示
駅舎横には、1971年（昭和46年）まで大聖寺駅と山中温泉を結んでいた北陸鉄道加南線（山中線）を走っていた6010系電車「しらさぎ」が静態保存されている。2005年（平成17年）、加南線廃止後に譲渡された静岡県の大井川鐵道から里帰りした。同年8月14日に移設が行われ、現在は駅舎「今はやまなか」横に展示されている。また、車内は道の駅の営業時間内に見学ができる。

## 休館日
- 駅舎「今はやまなか」：年中無休[3]
- ゆーゆー館：毎週火曜日[3]

## アクセス
- 国道364号[9] - 登録路線
  - 石川県道39号山中伊切線

## 周辺
- 山中温泉[9]
- 大聖寺川
- こおろぎ橋
- 鶴仙渓
- 栢野大杉